# Mária Lujza Ranavalo madagaszkári királyi hercegnő
Mária Lujza Ranavalo (Saint-Denis, Réunion, 1897. március 15. – 1948. január 18.), születési neve: Mária Lujza Razafinandriamanitra, franciául: Marie-Louise Ranavalo/Marie-Louise Razafinandriamanitra/Marie-Louise Bosshard, IV. Ranavalona (Ranavalomandzsaka) néven címzetes madagaszkári királynő (1917–1948). Andriambelomaszina imerinai király 8. leszármazottja. Az Imerina-dinasztia tagja. Dzsombe Szudi és Szalima Masamba mohéli királynők rokona.

## Származása

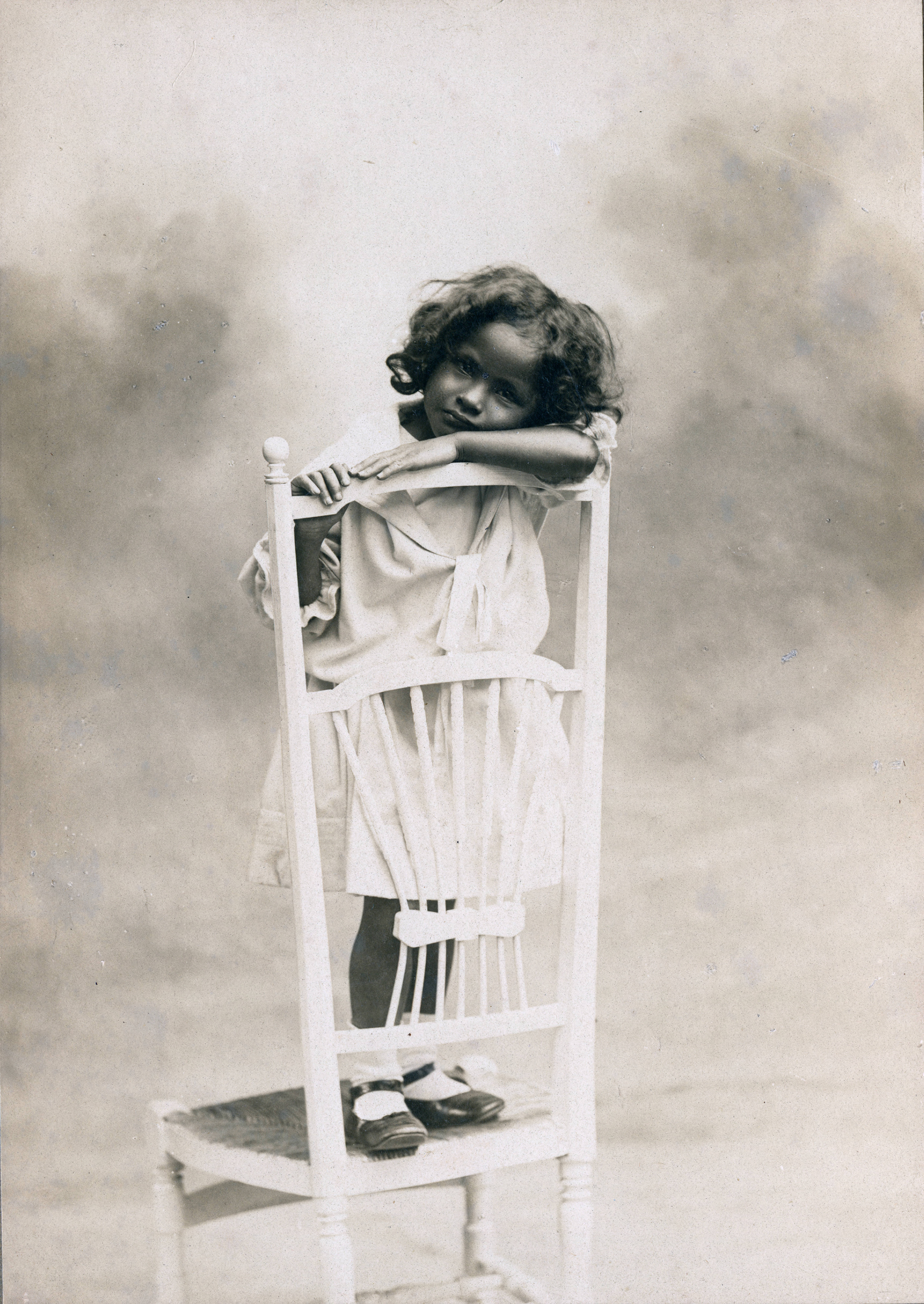
Mária Lujza Ranavalo hercegnő 1900-ban háromévesen

Anyai nagyanyja, Raszendranoro (1860–1901) hercegnő, aki Andriantszimianatra úrnak, Rabodonandrasana hercegnő fiának és Raketaka madagaszkári királyi hercegnőnek az  idősebb lánya, III. Ranavalona madagaszkári királynőnek volt a nővére. A dédapja, Andriantszimianatra úr Andriamasinavalona imerinai király (ur.: 1675–1710) szépunokája (5. leszármazottja) volt, annak fia, Rakotofananona (Andriankotofananina) herceg révén. Dédanyja, Raketaka hercegnő pedig Andriambelomaszina imerinai király (ur.: 1730–1770) szépunokája (5. leszármazottja) volt, annak leánya, Ranavalonjanjanahary hercegnő révén. A gyermektelen II. Ranavalona madagaszkári királynő utódjául szemelték ki 1883-ban. 

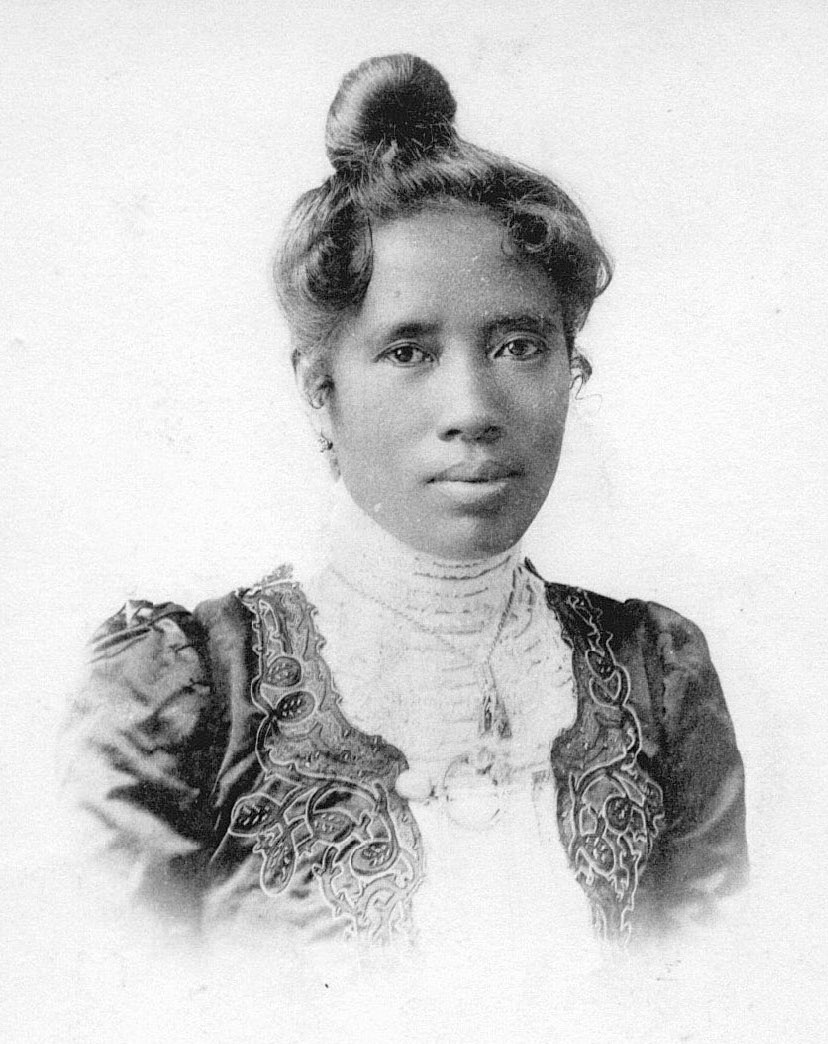
III. Ranavalona királynő 1900 előtti fényképe

Anyai nagyanyjának a húgát II. Ranavalona halálakor, 1883. július 30-án III. Ranavalona néven Madagaszkár uralkodójává kiáltották ki.
Mivel III. Ranavalonának egyik házasságából sem születtek gyermekei, ezért nővérének, Raszendranoro hercegnőnek a lányait tekintette örököseinek, akiket örökbe is fogadott. Az idősebb lány, Mária Lujza nagynénje, Rasoherina (1881–1895 előtt) hercegnő azonban fiatalon meghalt, így az ifjabb leány, Mária Lujza anyja, Ranavalona (1882–1897) hercegnő lett a következő trónörökös 1895-ben.

## Élete
III. Ranavalonát azonban 1897. február 28-án trónfosztották a franciák, és előbb ideiglenesen Réunion szigetére, majd állandó lakhelyéül kijelölve Algériába száműzték. A száműzetésbe követte a nagynénje, az anyjának, Raketaka hercegnőnek a féltestvére, Ramaszindrazana hercegnő, a nővére, Raszendranoro és nővérének az előrehaladottan terhes lánya, Ranavalona hercegnő. A királynő unokahúga azonban meghalt, miután 1897. március 15-én Réunion szigetén 15 évesen világra hozta egyetlen gyermekét, Mária Lujza Ranavalo hercegnőt. A nővérének újszülött unokája így a trónját elvesztett királynőnek már csak hipotetikus örököse lett. A száműzött királynő nővére, Mária Lujza nagyanyja, Raszendranoro Algériában halt meg 1901. november 9-én, amikor Mária Lujza még csak négyéves volt, ezért a nagynagynénje és mostoha(nagy)anyja, a trónfosztott és száműzött III. Ranavalona királynő örökbe fogadta, és nevelte fel Mária Lujzát.
Madagaszkár utolsó királynője 1917. május 23-án halt meg Algéria székhelyén, Algírban. Nagynokahúga és örökbe fogadott lánya, az ekkor már húszéves Mária Lujza Ranavalo lett a madagaszkári királyi ház feje, aki 1921. június 24-én feleségül ment André Bosshard úrhoz, Franciaországban telepedett le, de a házasságából nem születtek gyermekei, és később elvált a férjétől, de nem ment többé férjhez. Mária Lujza Ranavalo 1948. január 18-án halt meg, és mivel nem hagyott hátra utódokat, és a madagaszkári trónöröklés sem volt szabályozva, hiszen a mindenkori uralkodó jelölte ki örökösét még jó előre vagy a halálos ágyán, így bizonytalan, hogy ki tekinthető a madagaszkári királyi ház fejének.

## Díjai
- francia Becsületrend